# Lista de prefeitos de Japurá
Esta é a lista de prefeitos e vice-prefeitos do município de Japurá, estado brasileiro do Paraná.
| Nº | Prefeito                    | Imagem                | Partido               | Vice-Prefeito                  | Início do mandato      | Fim do mandato                                        | Observações                                   |
| 1  | Irineu Batista Câmara       |                       |                       | João Talarico                  | 1965                   | 1968                                                  | Prefeito e vice eleitos em sufrágio universal |
| 2  | Manoel Peres Filho          |                       |                       | Jesus Vasques                  | 1969                   | 1973                                                  | Prefeito e vice eleitos em sufrágio universal |
| 3  | Onofre Tertuliano Rodrigues |                       |                       | Irineu Trevisan                | 1974                   | 1978                                                  | Prefeito e vice eleitos em sufrágio universal |
| 4  | Manoel Peres Filho          |                       |                       | Hermes Sebastião Salvador Ruiz | 1979                   | 1982                                                  | Prefeito e vice eleitos em sufrágio universal |
| 5  | Arlindo Mazoni              |                       |                       | Lourival Almagro Moura         | 1983                   | 31 de dezembro de 1988                                | Prefeito e vice eleitos em sufrágio universal |
| 6  | Osvaldo Perez Frazatto      |                       |                       | Avelino Aleotti                | 1º de janeiro de 1989  | 31 de dezembro de 1992                                | Prefeito e vice eleitos em sufrágio universal |
| 7  | Avelino Aleotti             |                       |                       | Arlindo Mazoni                 | 1º de janeiro de 1993  | 31 de dezembro de 1996                                | Prefeito e vice eleitos em sufrágio universal |
| 8  | Osvaldo Perez Frazatto      |                       | PDT                   | Sérgio Fadoni                  | 1º de janeiro de 1997  | 31 de dezembro de 2000                                | Prefeito e vice eleitos em sufrágio universal |
| 8  | Osvaldo Perez Frazatto      | PFL                   | 1º de janeiro de 2001 | Sérgio Fadoni                  | 31 de dezembro de 2004 | Prefeito e vice reeleitos em sufrágio universal       |                                               |
| 9  | Clóvis Peres                |                       | PDT                   | Adelino Abade Corrêa (PL)/(PR) | 1º de janeiro de 2005  | 31 de dezembro de 2008                                | Prefeito e vice eleitos em sufrágio universal |
| 9  | Clóvis Peres                | 1º de janeiro de 2009 | PDT                   | Adelino Abade Corrêa (PL)/(PR) | 31 de dezembro de 2012 | Prefeito e vice reeleitos em sufrágio universal       |                                               |
| 10 | Orlando Perez Frazatto      |                       | PMDB                  | Otávio Carvalho Souza (PMDB)   | 1º de janeiro de 2013  | 31 de dezembro de 2016                                | Prefeito e vice eleitos em sufrágio universal |
| 10 | Orlando Perez Frazatto      | PSB                   | Genelson Peres (PP)   | 1º de janeiro de 2017          | 31 de dezembro de 2020 | Prefeito reeleito e vice eleito em sufrágio universal |                                               |
| 11 | Adriana Cristina Polizer    |                       | PROS                  | Rafael Valim Reis (PSL)/(PSB)  | 1º de janeiro de 2021  | 31 de dezembro de 2024                                | Prefeita e vice eleitos em sufrágio universal |
| 11 | Adriana Cristina Polizer    | REPUBLICANOS          | 1º de janeiro de 2025 | Rafael Valim Reis (PSL)/(PSB)  | 31 de dezembro de 2028 | Prefeita e vice reeleitos em sufrágio universal       |                                               |

|Adriana Cristina Polizer REPUBLICANOS 
|Vice Rafael Valim Reis PSB
|1° de janeiro de 2021-Presente